# Serbatoi di San Ciro

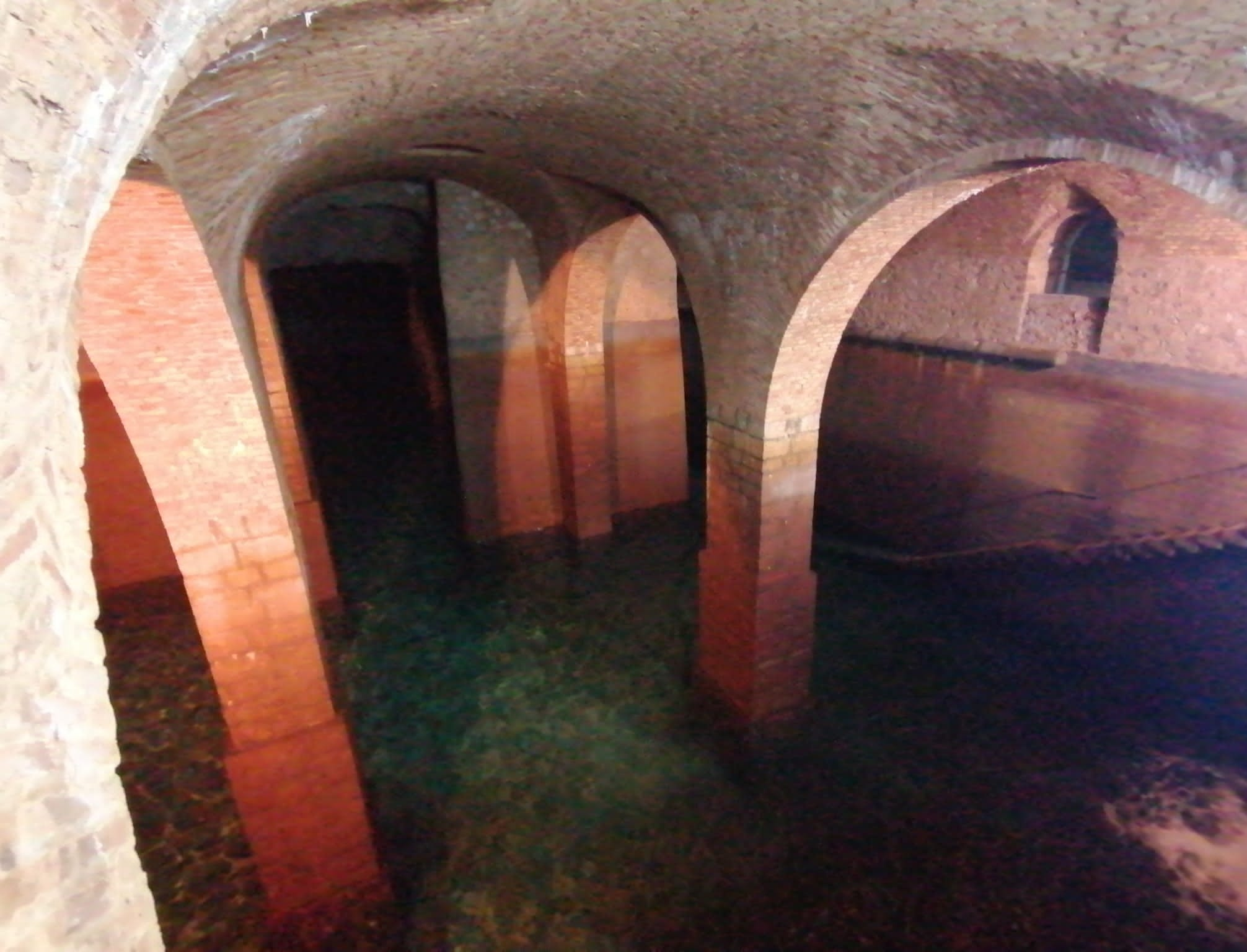
Serbatoi di San Ciro presso la città di Palermo

I serbatoi di San Ciro costituiscono una delle più importanti idrostrutture dei monti di Palermo. I due edifici, di proprietà dell’azienda municipalizzata AMAP, si trovano sotto il Monte Grifone alla periferia sud-est della città in direzione Messina, nella zona di Maredolce.

## Storia
L’idea di portare acque salubri a Palermo nacque nel 1886, sia per sopperire al fabbisogno dei cittadini, sia per ragioni igieniche, dopo una grave epidemia di colera che colpì la città in cui morirono oltre ventimila persone. Alle soglie del novecento si ritenne opportuno fornire la città di Palermo di un sistema moderno ed efficiente di distribuzione idrica. Il sindaco della città, Ugo delle Favare, assegnò la realizzazione del nuovo acquedotto all’architetto Alessandro Vanni e i fratelli piemontesi Giovan Battista e Celestino Biglia. Le acque che giungevano a Palermo, provenivano dall’acquedotto di Scillato attraverso un innovativo sistema idrico che prese il nome di “Serbatoi di San Ciro”. I lavori di costruzione dell’acquedotto, eseguiti in contemporanea con la realizzazione dell’acquedotto di Scillato, terminarono nell’Agosto del 1896. L’inaugurazione dell’acquedotto avvenne il 6 Novembre del 1897 e a questa partecipò Francesco Crispi mandato dal re d’Italia Umberto I. Lo stesso giorno dell’inaugurazione dell’acquedotto venne inaugurato in città il Teatro Massimo. Fino al primo dopoguerra i serbatoi di San Ciro hanno pienamente soddisfatto il fabbisogno dei cittadini di Palermo ma, tra il 1998 e il 2002, uno dei serbatoi, quello collocato più a valle, fu dismesso in quanto non più compatibile con la moderna rete idrica cittadina.

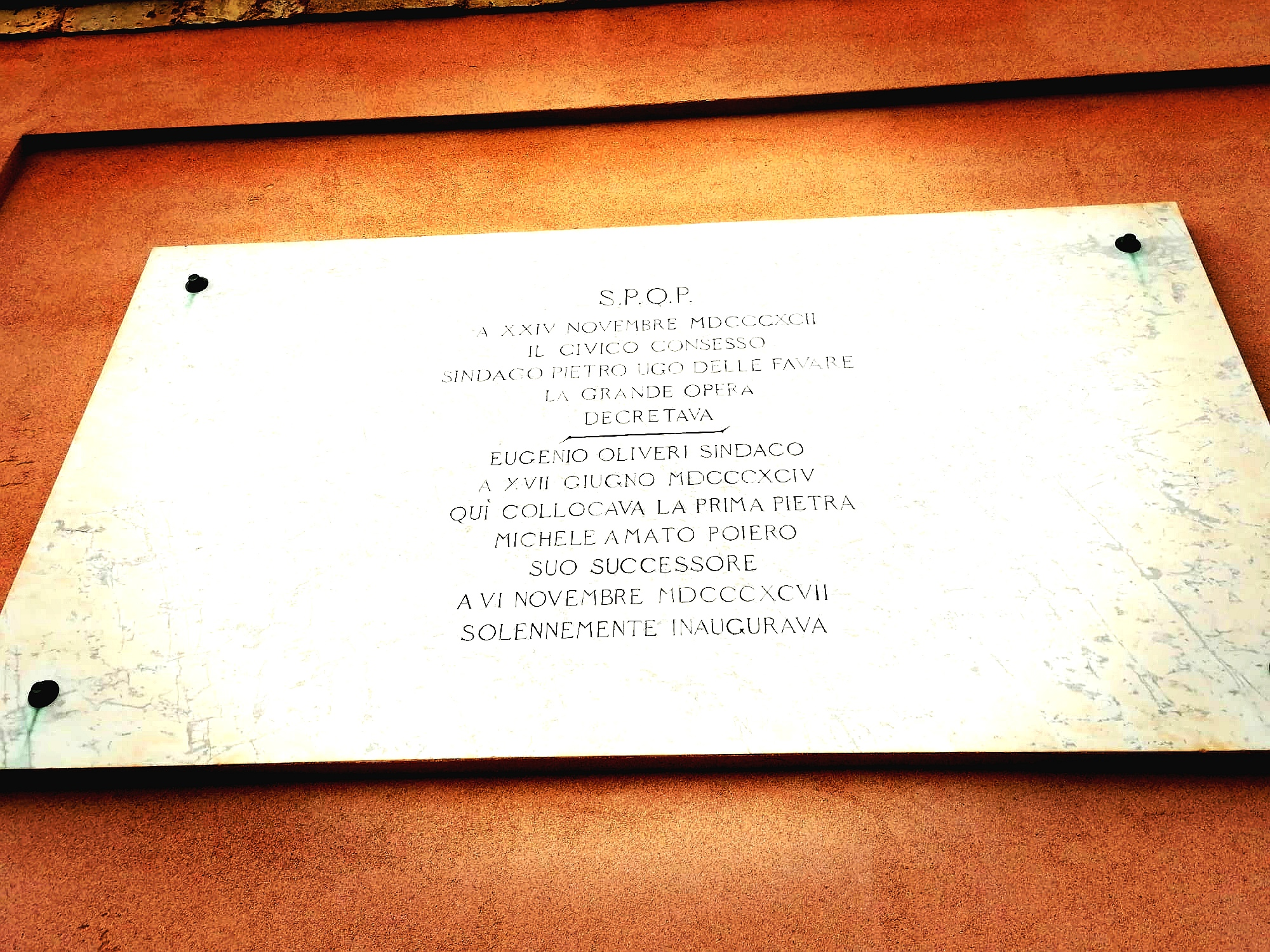
Lapide commemorativa dei serbatoi di San Ciro

## Percorso
Il sistema di tubazioni e acquedotti che porta l’acqua nella città di Palermo e poi la smista in tutta la città, ha un percorso lungo per cui sono previsti passaggi attraverso ponti- canali, scivoli e altre strutture adeguate. I serbatoi di San Ciro, assieme alle fonti del Gabriele, ricevono le acque dalle sorgenti di Scillato, un paesino alle falde delle Madonie. Le sorgenti si trovano più in alto rispetto alla quota del paese, sui Monti Fanusi, interessati dal fenomeno carsico. Sfruttando, pertanto, la pendenza, venne creata una rete di collegamento che portava la fornitura idrica in due serbatoi in località San Ciro alle porte di Palermo, uno più alto edificato in una grotta di Monte Grifone e uno più basso.

## Struttura

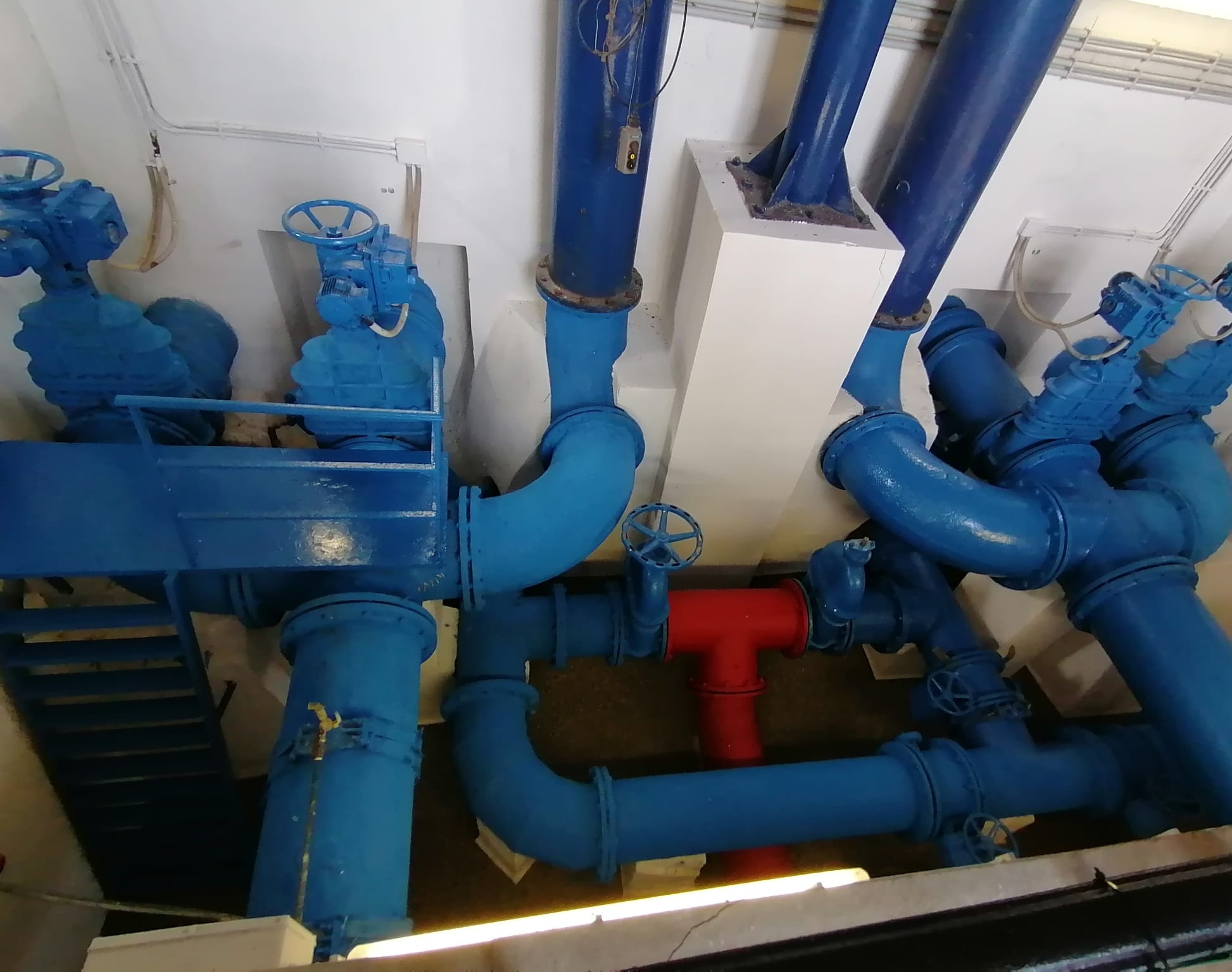
Interno dei Serbatoi di San Ciro

L’acquedotto è lungo circa 70 chilometri e l’acqua arriva per caduta sfruttando la pendenza. I serbatoi sono edifici simili a due palazzine immerse nel verde dalle mura color ocra gialla. Questi  due edifici sono altimetricamente opposti: infatti  il serbatoio più basso (da 0 a 12 metri sul livello del mare) venne utilizzato, per via della sua pendenza, per rifornire la parte più bassa della città di Palermo. La loro capienza complessiva è di circa 35000 metri cubi d’acqua. Il serbatoio più alto è costituito da due vasche di capacità di oltre 26000 metri cubi d’acqua, il serbatoio più basso ha una capacità minore pari a circa 9000 metri cubi. Entrambi i serbatoi sono ricoperti da volte a botte sostenute da archi e pilastri, spettacolo di grande suggestione quando, in particolare, l’acqua si getta nelle vasche e riflette i pilastri e le volte. Una barca, ormai in disuso, veniva usata per navigare nei serbatoi, in modo da poterli pulire e controllare. L’Interno di San Ciro Alto attualmente continua a svolgere la sua funzione anche se non vi giunge più la sola acqua di Scillato, mentre il serbatoio di San Ciro basso è stato messo in disuso per incompatibilità con la nuova rete idrica di Palermo.

## Ubicazione e progetti futuri
I serbatoi di San Ciro si trovano in Via Ciaculli n. 5,  nella parallela di Viale Regione Siciliana, vicino la chiesa di San Ciro. Il complesso fa parte anche dei “Giardini della memoria”,  parco dedicato a tutti i caduti nella lotta contro la mafia. I serbatoi  sono chiusi al pubblico e l’unica occasione per poterli visitare è nei fine settimana del mese di Ottobre grazie alla fondazione “Le vie dei tesori”.
Il tema dell'acqua, risorsa fondamentale per lo sviluppo della città di Palermo, ha favorito l'idea di mettere prossimamente a disposizione della città la struttura in funzione ricreativa- culturale. Tra i progetti futuri, incentrati sul tema dell'acqua, vi è la realizzazione di un "museo delle acque" a servizio delle strutture ricettive-turistiche della città di Palermo; si valuta anche l'idea di convertire una delle strutture in disuso in sala da concerto o auditorium.